# Adagio para cuerdas
El Adagio para cuerdas constituye una composición de Samuel Barber, probablemente su obra más célebre, arreglada para orquesta de cuerdas a partir del segundo movimiento de su Cuarteto de cuerdas, Op. 11.
Barber concluyó el arreglo en 1936, idéntico año en el que compuso el cuarteto. La interpretación inaugural tuvo lugar el 5 de noviembre de 1938, siendo Arturo Toscanini el director de la Orquesta Sinfónica de la NBC en una transmisión radiofónica desde el NBC Studio 8H. Posteriormente, Toscanini también dirigió dicha pieza durante su gira sudamericana con la mencionada sinfónica en 1940.
La acogida del Adagio para cuerdas ha sido mayoritariamente favorable, con Alexander J. Morin señalando que la pieza está «repleta de patetismo y pasión catártica» y que «escasamente deja un ojo sin lágrimas». La melodía sirve de base al arreglo coral de 1967 del Agnus Dei realizado por Barber. Asimismo, el Adagio para cuerdas ha sido incluido en numerosas bandas sonoras de televisión y películas.

## Origen
El Adagio para cuerdas de Barber tiene su origen en el segundo movimiento de su Cuarteto de cuerdas n.º 1, Opus 11, compuesto en 1936. En el original, sigue a un violento primer movimiento contrastante y lo sigue un tercer movimiento que es una breve reexposición del mismo tema. En enero de 1938, Barber envió la pieza a Arturo Toscanini. El director devolvió la partitura sin comentarios, y Barber se molestó y evitó a este director. Posteriormente, Toscanini hizo saber a Barber, a través de un amigo, que tenía previsto interpretar la obra y que la había devuelto por el simple hecho de que ya la había memorizado. Toscanini no volvió a tener la música hasta un día antes del estreno. La obra se estrenó en un programa de radio, dirigida por Arturo Toscanini al frente de la Orquesta Sinfónica de la NBC, el 5 de noviembre de 1938, en Nueva York. 
El compositor también adaptó la pieza en 1967 para un coro de ocho voces, en un Agnus Dei («Cordero de Dios»).

## Análisis de la obra
La larga, flotante, línea melódica se mueve libremente entre las voces en coro de las cuerdas; por ejemplo, la primera sección  comienza con la célula melódica principal tocada por los primeros violines, pero termina con su reafirmación por las violas, en una transposición en una quinta justa. Las violas continúan con una variación de la célula melódica en la segunda sección; el silencio en los bajos prevalece hasta la siguiente sección. La amplia sección central comienza cuando los violonchelos tocan la línea melódica principal, en el rango de mezzosoprano; las cuerdas del coro suben a la escala más alta de sus registros, que culminan en un fortissimo-forte, un clímax seguido de un repentino silencio. Una breve serie de acordes sirve como una coda a esta parte de la pieza, y vuelve a introducir la sección de los bajos. La última sección es una reformulación del tema original, con una inversión de la segunda pieza de la célula melódica, interpretada por los primeros violines y las violas al unísono, y la pieza termina con los primeros violines volviendo lentamente a las primeras cinco notas de la melodía en el registro alto, la celebración de la última nota en un breve silencio y un desvanecido acompañamiento.

## Versiones

### Popularidad e influencia
La grabación del estreno mundial en 1938, con Arturo Toscanini dirigiendo la Orquesta de la NBC, fue seleccionada en 2005 para su preservación permanente en el Registro Nacional de la Grabación en los Estados Unidos en la Biblioteca del Congreso.
En 2004, la obra maestra de Barber fue elegida como la «obra clásica más triste», por los oyentes del programa BBC’s Today, por delante de «Dido’s Lament» de Dido y Eneas, de Henry Purcell, el «Adagietto» de la 5ª Sinfonía de Gustav Mahler, Metamorfosis de Richard Strauss y Gloomy Sunday cantada por Billie Holiday.
La pieza acompañó el anuncio radiofónico de la muerte de Franklin Delano Roosevelt y también una ceremonia celebrada en el World Trade Center para conmemorar la pérdida de miles de personas en los ataques del 11 de septiembre de 2001. El Adagio para cuerdas puede ser escuchado en muchas películas, programas de televisión y bandas sonoras de videojuegos.
La versión de la pieza realizada por la Orquesta Sinfónica de Londres fue, durante un tiempo, la pieza clásica más vendida en iTunes.
Es reseñable el uso de la obra para la banda sonora original de las películas El hombre elefante (1980) y, seis años después, Platoon, sobre la guerra de Vietnam. Del mismo modo, también aparece haciendo referencia a esta película durante el episodio número 6, Las fatigas, de la octava temporada de la serie televisiva estadounidense Seinfeld, emitido por primera vez el 31 de octubre de 1996. Formó parte también de la película Reconstruction (2003), de Los juncos salvajes (1994) y del film francés Amélie (2001). 
También el hecho de que dos de los «DJ» europeos más relevantes, Tiësto y Ferry Corsten, la empleasen para hacer un remix Trance, de gran éxito, la mantiene viva entre la juventud. Otra pieza de este mismo género musical muy recordada es la que compuso con anterioridad William Orbit.

### Adaptaciones
El grupo de crossover clásico Il Divo interpretó una adaptación vocal en idioma italiano de la obra Adagio para cuerdas (Adagio for Strings) para su disco Wicked game, de 2011, titulada Dov'è l'amore, con letra de Marco Marinangeli, bajo la producción de Sony Music.